# Geschichtsstudium
Das Geschichtsstudium bereitet Studenten auf die Abschlussprüfung im Universitätsfach Geschichte und die spätere Arbeit als Historiker vor.

## Aufbau
Geschichte studiert man an der Universität normalerweise an einem Historischen Seminar oder einem Institut für Geschichte, das zur Philosophischen Fakultät gehört, aber die Bezeichnungen können verschieden sein.
Die Anforderungen und der Aufbau des Studiums werden durch Studienordnungen geregelt, die von der jeweiligen Fakultät (oder entsprechenden Einrichtung) erlassen werden. Die Studienordnung gehört dabei jeweils zu einem bestimmten Studienabschluss. Beispiel: Ordnung für die Magisterprüfung der Philosophischen Fakultät der Universität zu Köln vom 13. März 1997.
Je nach angestrebtem Abschluss studiert man eines oder mehrere Fächer. Für das Lehramt studiert man zwei Fächer, die dann später Unterrichtsfächer sind. Für den Magister-Abschluss wählt man ein Hauptfach und zwei Nebenfächer, oder zwei Hauptfächer und ein Nebenfach. Dies kann an den einzelnen Universitäten wiederum unterschiedlich reguliert sein, zum Beispiel ist die Wahl der Nebenfächer nicht völlig frei. Häufig kombiniert man mit dem Hauptfach Geschichte eine Sprache und/oder ein Teilgebiet der Geschichte. Beispiel: Hauptfach Mittlere und Neuere Geschichte, Erstes Nebenfach: Alte Geschichte, Zweites Nebenfach: Deutsche Philologie.
Die traditionellen Studiengänge Lehramt und Magister werden in Grund- und Hauptstudium eingeteilt. Das Grundstudium vermittelt in Proseminaren (auch: Grundstufenseminare) und Übungen Grundlagen der Geschichte und methodische Werkzeuge des Historikers. Das Grundstudium wird mit einer Zwischenprüfung abgeschlossen. Im Hauptstudium wird eine tendenziell selbstständigere Haltung der Studenten erwartet. Während des gesamten Studiums sollen Vorlesungen das historische Wissen der Studenten erweitern und Überblick über die aktuelle Forschung geben.

## Vollendung des Studiums
Für den erfolgreichen Besuch der Seminare erhält man Nachweise, die man am Ende des eigentlichen Studiums dem jeweiligen Prüfungsamt vorlegt. Welche Nachweise man (in welchen Teilgebieten der Fächer) benötigt, schreibt die Studienordnung vor. Außerdem muss man eine bestimmte Semesterwochenstundenzahl angeben können.
Normalerweise sehen die Studienordnungen neben mündlichen und schriftlichen Prüfungen das Verfassen einer Abschlussarbeit vor, die beim Lehramtsstudium Staatsexamensarbeit und beim Magister-Studiengang Magisterarbeit heißt. Darin soll der Student am Ende seines Studiums an einem (in aller Regel selbstgewählten) historischen Thema zeigen, dass er in einer vorgegebenen Zeit nach wissenschaftlichen Methoden ein historisches Problem wissenschaftlich bearbeiten kann.